# 省委员会 (法国)
省委员会（法語：conseil départemental）是法国的省级的地方议会，具有部分由中央政府下放的地方自治權力。在2015年法国省级选举之前，其被称为总委员会（conseil général）

## 构成
省委员会委员在两轮选舉制多数投票的框架内通过直接普选产生：每一个省级选区选举产生两名省议员，一名女性和一名男性，任期为六年。省議員還會選出省長及參議院內省的代表。
省委员会在内部选举产生一个常务委员会（commission permanente），由一个主席（président）和数个副主席（vice-présidents）构成，为省的执行机构。主席是省行政事务的负责人。

## 职责
省委员会的主要职责是：
- 社会事务
- 省级道路以及汽车交通
- 初级中学
- 省文化事务（各省档案及省图书馆）

2004年8月13日有关地方责任和自由的法律唤起了一轮新的权力下放浪潮，各省委员会借此机会在以下方面获得新的职权：
- 道路：国家级道路的管理
- 社会事务：对老年人和年轻人的救助
- 住房：住房基金以及能源援助基金的管理
- 教育：招聘及管理技术人员、工人及服务人员
- 文化：一些文化遗产的领域

## 历史
1789年12月22日法律规定了在每个省建立一个由选举产生的36名成员组成的委员会：省委员会（Conseil de Département）。但是省委员会在共和历2年霜月14日（1793年12月4日）被撤销。
其后，它以总委员会（conseil général）的名字由共和历8年雨月28日（1800年2月17日）法律重新建立，不过其成员由政府任命，而非选举产生。直到1833年它才重新成为一个选举产生的组织，由纳税人选举产生。普选产生的制度由1848年7月3日法律规定。
省委员会的主席最初每年都要更换，自从颁布1871年8月10日法律起，省委员会只在每次更新委员的时候选举它的主席。
此前“总委员会”的称呼今天看来有些费解，事实上其在大区委员会建立之前是最高的地区议会，因此被冠名“总”。